# San Marco in Lamis
San Marco in Lamis er en by i Apulien, Italien med 12.633 (2023) indbyggere.